# Holoptygma lurida
Holoptygma lurida es una especie de polilla de la familia Tortricidae. Se encuentra en Colombia, Ecuador y Costa Rica.